# José Canon
Pour les articles homonymes, voir Canon.
José Canon, né le 23 mai 1946 à Buvrinnes, et mort à Anderlues le 11 juin 2014, est un homme politique belge, ancien membre du Parti socialiste (Belgique).

## Biographie
Après avoir réussi à l'École royale des sous-officiers de Dinant, il fut sous-officier de carrière et fit un bref passage à la Régie des bâtiments. En 1976, José Canon entra en politique au Parti socialiste. Il devint successivement conseiller communal, bourgmestre d'Anderlues et député fédéral. Il siégea à la chambre lors des 48e, 49e et 50e législature. Il fut très impliqué dans les affaires militaires : il fit notamment partie de la commission de la Défense de la Chambre.
En 2006, il créa une liste dissidente au Parti Socialiste, sous le nom de Mouvement Socialiste José Canon (M.S.J. Canon), intégré au Mouvement socialiste (Belgique) ; il est en concurrence avec Philippe Tison (liste officielle du PS). Mais perdit son pari de reconquérir le mayorat d'Anderlues.
Il cumule aussi d'autres activités, il est notamment administrateur aux TEC Charleroi.
Il est chevalier de l'ordre de Léopold.
Il meurt à Anderlues le 11 juin 2014. Ses funérailles civiles ont lieu le 16 juin 2014 à Anderlues. Il repose au cimetière d'Anderlues.

## Carrière politique

### Niveau local
- Conseiller communal à partir de 1976.
- Bourgmestre d'Anderlues de 1987 à 2001.
- Conseiller régional au Parlement wallon de 1993 à 1995.

### Niveau national
- Député de l'arrondissement de Thuin à la Chambre des représentants de novembre 1991 à mai 2003.